# 通信灯

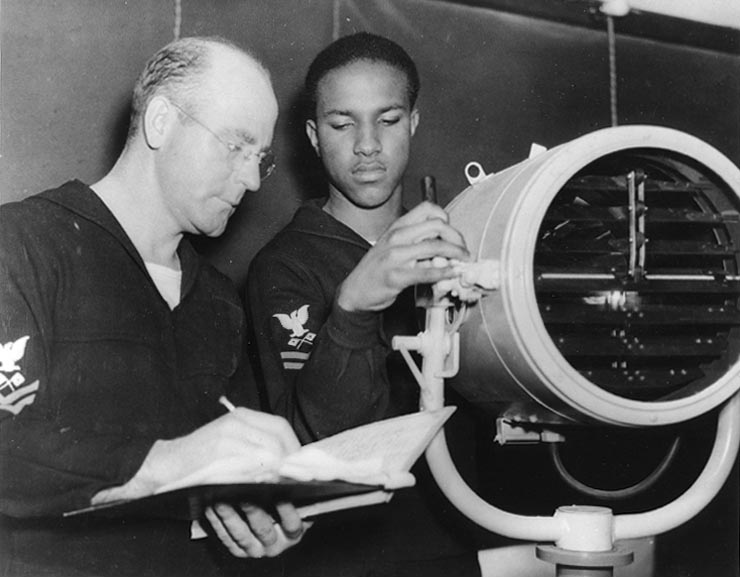
第二次世界大战期间的信号灯灯训练

通信灯（英語：Signal lamp），又称阿尔迪斯灯（英語：Aldis lamp）或摩尔斯灯（英語：Morse lamp） ，是一种通过灯光闪烁或灯光颜色变化进行可见光通信的视觉信号装置，通常使用摩尔斯电码。1867年，英国皇家海军上校菲利普·霍华德·哥伦布首次将用灯光传送“点”与“划”的想法付诸实践。第一次世界大战期间，德国通信兵使用通信灯进行信息传递。
现代的通信灯通过开关安装在灯前方的遮光板或倾斜凹面镜来产生聚焦的光脉冲。直到今天，它们仍然在海军舰艇之间的通信中得到应用，也作为飞机无线电设备彻底失灵时的备用设备安装在空中交通管制塔上。

## 历史

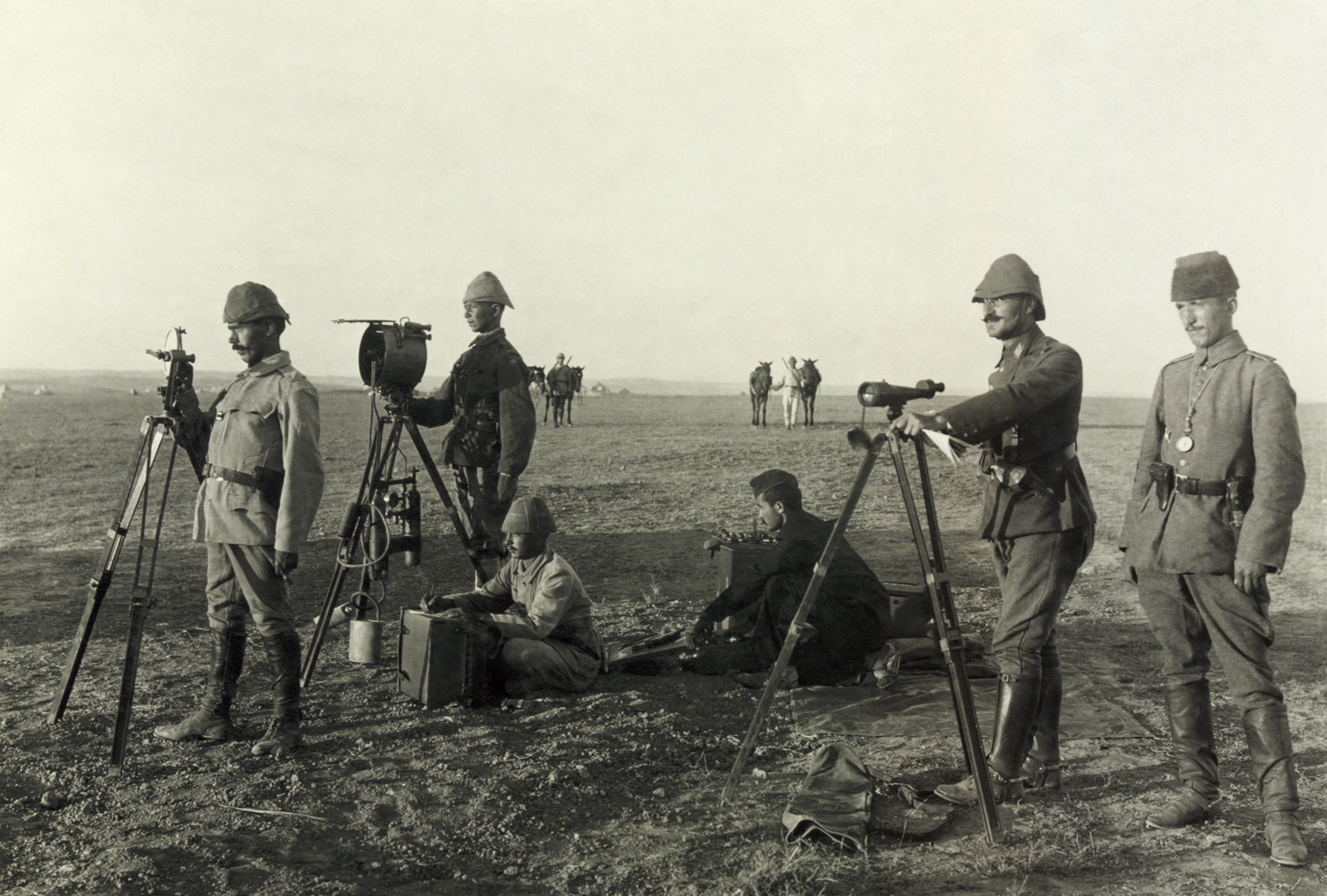
奥斯曼帝国日光反射仪机组人员使用通过反射日光进行传递信息的通信灯（左）

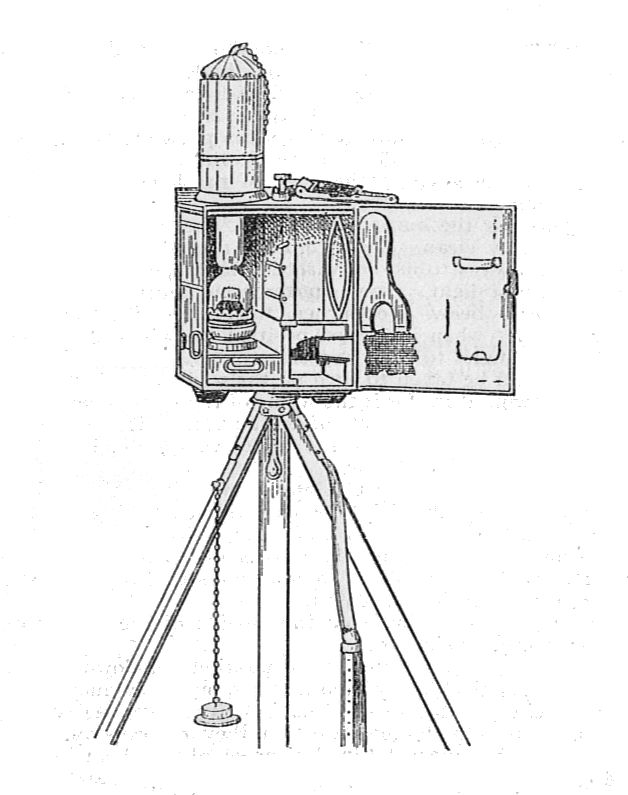
贝格比信号油灯，1918年

通信灯是由英國皇家海軍在19世纪末发明的。这是皇家海军第二代信号，其前身是特拉法加海战前用来传播纳尔逊“英格兰期待每个人都恪尽其责”的战斗口号的信号旗。 
1867年，英国皇家海军上校、后晋升为海军中将的菲利普·霍华德·哥伦布（Philip Howard Colomb）首次将用灯光发送“点”与“划”想法付诸实践。哥伦布的设计利用聚光灯进行照明。他的原始密码与摩尔斯电码并不完全相同，但在后来的使用中后者被采用。 
另一种通信灯是贝格比灯。它是一种带有透镜的煤油燈，可以将光线聚焦并传播到很远的地方。
在第一次世界大战的堑壕战中，有线通信经常被切断，德国通信兵使用了被称为的光学摩尔斯电码发射器，其日间通信距离可达4公里，夜晚可达8公里。

## 操作
使用通信灯时，操作者通过拨动控制杆使凹面镜倾斜或遮光板开合将光线聚焦成脉冲。为了使光信号精确地传送到目标，这些灯通常配备有光学瞄准器。在手动信号传输中，通信员将灯光对准接收者，然后通过拨动控制杆，发出“点”和“划”的闪光来拼出摩尔斯电码中的文字信息。在接收船上，信号员会观察闪烁的灯光（通常使用双筒望远镜），并将代码翻译成文本。通过这种通信灯的最大传输速率一般不超过每分钟14个字单词。

## 现代用途

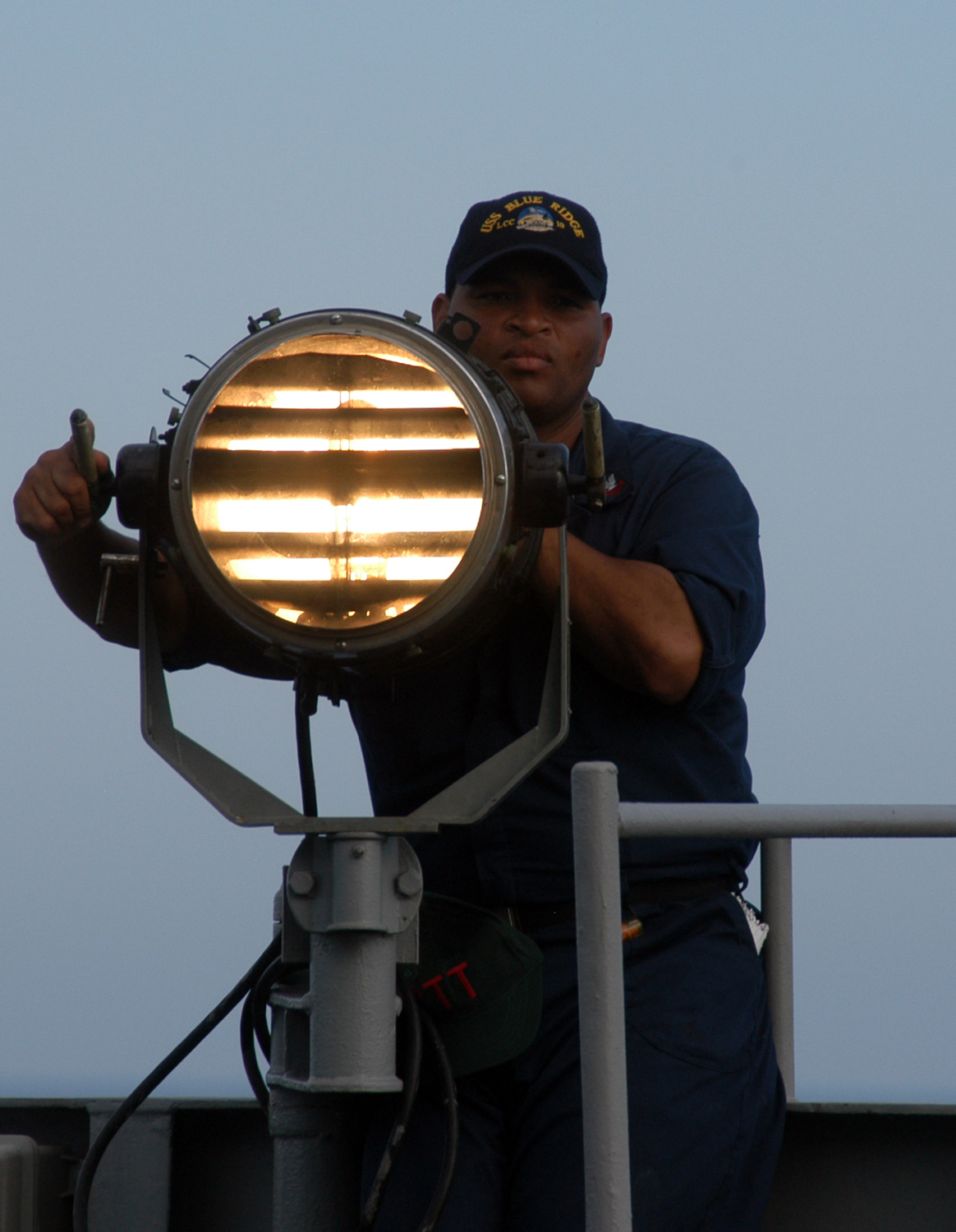
一名美国海军士兵使用通信灯发送摩尔斯电码

通信灯至今仍在海军舰艇上使用。它们能提供便捷且相对不易被发现的通信，这在無線電靜默期间尤其有用，例如大西洋战役期间的护航活动。
通信灯至今仍用于空中交通管制塔的航空灯光信号。灯光信号可以是颜色的变化，也可以是闪烁频率的变化。这种通信灯能够传输的信息仅限于少数基本指令，例如“着陆”、“停止”等。飞机可以通过摇动机翼或闪烁着陆灯来确认收到信号。 